# Lightnin' Slim
Lightnin' Slim (1913-1974), de son vrai nom Otis Hicks, est un guitariste et chanteur de blues américain, né à Saint Louis et décédé à Detroit.

## Carrière
Né à Saint Louis, le jeune Otis Hicks et sa famille déménage en Louisiane en 1926, et s'installe à St. Francisville. À la fin des années 1930, Otis qui se fera appeler Lightnin' Slim joue un blues rural dans le circuit local. En 1946, il s'installe à Baton Rouge.
Au début des années 1950, il commence à enregistrer pour Excello Records, notamment en compagnie de l'harmoniciste Schoolboy Cleve.
Dans les années 1960 il bénéficie du regain d'intérêt, en Europe, pour la musique de blues et tourne avec Slim Harpo jusqu'à la mort de celui-ci en 1970.

## Discographie
Parmi ses chansons les plus connues figurent celles rassemblées dans l'album "Lightnin' Slim's Bell Ringer - Rhythm and Blues", à savoir : "Love me Mama", "Baby please come back", "Love is just a Gamble", "Winter time blues", She's my crazy little baby" ou encore "If you ever need me".